# باشگاه کاتن فکتوری
باشگاه کاتن فکتوری (انگلیسی: Cotton Factory Club) یک باشگاه فوتبال اتیوپیایی مستقر در دیرداوه و عضوی از لیگ ملی فدراسیون فوتبال اتیوپی بود. ورزشگاه خانگی این باشگاه ورزشگاه دیرداوه بود. این تیم در سال‌های ۱۹۶۰، ۱۹۶۲، ۱۹۶۳، ۱۹۶۵و ۱۹۸۳ قهرمان لیگ برتر اتیوپی شد.